# مكسيم دي زيو
مكسيم دي زيو مواليد 26 أبريل 1987 في بلجيكا، هو لاعب كرة سلة بلجيكي. بدأ مسيرته الاحترافية في سنة 2004. يلعب مع إي دبليو إي باسكتس أولدنبورغ. يحمل الرقم 12. يبلغ طوله 7 قدم 0 بوصة (2.1 م).

## المسيرة الاحترافية
لعب مع فيرتوس روما في الدوري الإيطالي في موسم 2014–2015، ثم لعب مع نادي نيمبورك لكرة السلة في موسم 2015–2016، ثم لعب مع إي دبليو إي باسكتس أولدنبورغ في الدوري الألماني في سنة 2016.

## روابط خارجية
- مكسيم دي زيو على موقع الاتحاد الدولي لكرة السلة (الإنجليزية)
- مكسيم دي زيو على موقع الدوري الإسباني لكرة السلة (الإسبانية)
- مكسيم دي زيو على موقع كرة السلة الأوروبية.كوم (الإنجليزية)
- مكسيم دي زيو على موقع ريلجم (الإنجليزية)
- مكسيم دي زيو على موقع بروبوليرز (الإنجليزية)
- مكسيم دي زيو على موقع سبورتس رفرنس (الإنجليزية)